# Paulovnija
Paulovnija (lat. Paulownia), biljni rod koji je nekada bio pripisivan porodici Scrophulariaceae (strupnikovke), a danas vlastitoj porodici paulovnijevki. Pripada mu osam vrsta listopadnog drveća koje je rašireno po Kini, Laosu i Vijetnamu. 
Vrste roda paulovnija izuzetno brzo rastu, 20 stopa (6 metara= na godinu, kada je biljka mlada, tako da se koriste za pošumljavanje deforestiranih područja, što su uradile Australija, Njemačka, Kina, SAD i Panama.
Drvo paulovnije je tvrdo i lagano (prosječno 304 kg/m3, za P. elongata), pa se koristi u industriji i obrtništvu: stolarija, namještaj, furnir, daske za jedrenje, parketi, glazbala. Drvo je otporno na vlagu, pa je izvrstan izolacijski materijal koj ise koristi i pri izradi sauna.

## Vrste
1. Paulownia catalpifolia T. Gong ex D.Y. Hong
2. Paulownia elongata S.Y. Hu
3. Paulownia fargesii Franch.
4. Paulownia fortunei (Seem.) Hemsl.
5. Paulownia × henanensis C.Y.Zhang & Y.H.Zhao
6. Paulownia kawakamii T.Itô
7. Paulownia taiwaniana T.W. Hu & H.J. Chang
8. Paulownia tomentosa Steud.

## Galerija
- P. tomentosa, deblo
- P. fortunei
- Paulownia fortunei u Podgorici stara 7 godina.